# Korktræ
Korktræ (Phellodendron) er udbredt i Øst- og Nordøstasien med ca. 10 arter af løvfældende træer. De har læderagtige, uligefinnede blade. Mange af arterne er tvebo, sådan at der findes rent hunlige og rent hanlige individer. Blomsterne er gullige og sidder samlet i løse stande. Frugterne er runde, grønlige bær med de prikker af (i dette tilfælde: stramt lugtende) oliekirtler, som er typiske for familien. Navnet skyldes, at nogle af arterne danner et tykt korklag. Her omtales kun de arter, som dyrkes i Danmark.
| Arter |

- Amurkorktræ (Phellodendron amurense)
- Japansk korktræ (Phellodendron japonicum)